# Marisa Abela
Marisa Gabrielle Abela (nacida el 7 de diciembre de 1996) es una actriz británica. Es conocida por sus papeles en la serie Industry de BBC Two y HBO (2020–) y la serie COBRA de Sky One (2020). lnterpreta a la fallecida cantante Amy Winehouse en la película Back to Black.

## Primeros años y educación
Marisa Abela nació en Brighton. Es hija de la actriz Caroline Gruber y del director Angelo Abela, y creció en Rottingdean con su hermano mayor Jack. Su padre es de ascendencia maltesa-libia e inglesa, y su madre es de ascendencia judía polaca y judía rusa. Asistió a la Roedean School y tomó clases de teatro con el Taller de Teatro. Inicialmente, tenía la intención de estudiar Historia y Derecho en UCL y convertirse en abogada de derechos humanos, pero cambió de opinión en el último minuto y decidió dedicarse a la actuación. Luego se graduó de la Real Academia de Arte Dramático (RADA) en 2019.

## Carrera
Abela apareció por primera vez a los 11 años como el personaje de Alicia en el thriller Man in a Box (2008).
Después de graduarse de RADA, Abela hizo su debut televisivo en 2020 con papeles principales en el thriller político COBRA de Sky One como Ellie Sutherland y el drama de oficina Industry de BBC Two y HBO como Yasmin Kara-Hanani. Apareció en las películas She Is Love y Rogue Agent del 2022.
En julio de 2022, Abela se unió al elenco de Barbie de Greta Gerwig (2023). Más tarde ese mes, se rumoreaba que Abela estaba en las primeras conversaciones para interpretar a Amy Winehouse en Back to Black de Sam Taylor-Johnson, una película biográfica sobre la fallecida cantante. En enero de 2023, se confirmó el papel con una imagen promocional de Abela como Winehouse. El rodaje comenzó ese mes en Londres.

## Filmografía

### Películas
| Año  | Título        | Papel            | Notas |
| ---- | ------------- | ---------------- | ----- |
| 2008 | Man in a Box  | Alice            |       |
| 2022 | Rogue Agent   | Sophie Jones     |       |
| 2022 | She Is Love   | Louise           |       |
| 2023 | Barbie        | Barbie Teen Talk |       |
| 2024 | Back to Black | Amy Winehouse    |       |

### Televisión
| Año           | Título   | Papel              | Notas        |
| ------------- | -------- | ------------------ | ------------ |
| 2020–presente | COBRA    | Ellie Sutherland   | Recurrente   |
| 2020–presente | Industry | Yasmin Kara-Hanani | Protagonista |